# Jeep Commander (2021)
Le Jeep Commander de deuxième génération est un SUV familial produit par le constructeur automobile américain Jeep depuis 2021. Basé sur le Jeep Compass de deuxième génération, il propose trois rangées de sièges et est commercialisé sur des marchés émergents d'Amérique latine, ainsi qu'en Inde où il s'appelle Jeep Meridian,,.

## Aperçu

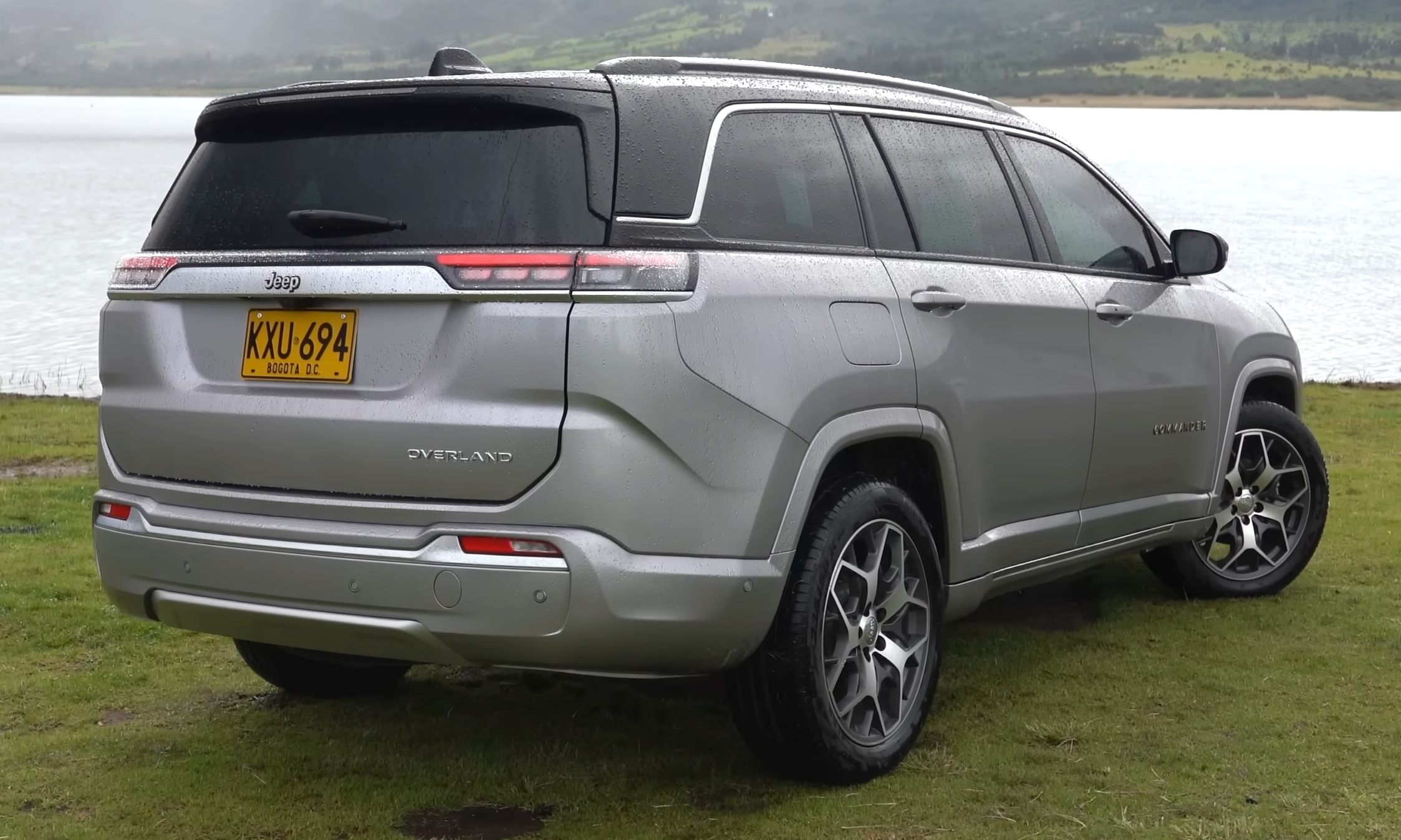
Vue arrière

Lancé le 27 août 2021 au Brésil, le Commander est construit sur la plate-forme mondiale Small Wide partagée avec le Compass. En conséquence, il n'est pas lié au Jeep Grand Commander au nom similaire vendu en Chine. Lors de son introduction, il serait le seul crossover du segment D produit au Brésil. Le véhicule est plus long de 365 mm (14,4 pouces) en longueur et plus long de 158 mm (6,2 pouces) en empattement par rapport au Compass. Le volume du coffre du Commander est de 661 litres avec les 5 sièges relevés, de 233 litres avec les 7 sièges utilisés et de 1 760 litres lorsque les sièges des deuxième et troisième rangées sont complètement rabattus.
Il est disponible avec un moteur essence turboflex de 1,3 litre commercialisé sous le nom de "T270" qui produit 185 PS (182 ch; 136 kW) et 270 N⋅m, qui n'est disponible qu'avec la traction avant et une transmission automatique à 6 vitesses. Un moteur turbodiesel de 2,0 litres commercialisé sous le nom de "TD380" qui produit 170 PS (168 ch; 125 kW) et 380 N⋅m, est disponible avec, de série, la transmission intégrale et une transmission automatique à 9 vitesses,.